# 7571 Weisse Rose
A 7571 Weisse Rose (ideiglenes jelöléssel 1989 EH6) a Naprendszer kisbolygóövében található aszteroida. Freimut Börngen fedezte fel 1989. március 7-én.